# Camino de la buena suerte (álbum de India Martínez)
Camino de la buena suerte es el quinto álbum de estudio de la cantante India Martínez, a la venta el 28 de octubre de 2013 con tendencias más flamencas que los dos anteriores, convirtiéndose en número 2 en la clasificación de álbumes e incluyendo el exitoso Los gatos no ladran.

## Canciones del disco
1. Samadhi - 1:50
2. Mientras arde la llama - 3:32
3. Dime que será - 5:36
4. A ti - 3:50
5. La vida pasajera - 4:22
6. Los gatos no ladran - 4:23
7. Ya no me creo - 4:00
8. Tu si eu - 4:10
9. Quizás - 4:14
10. Bien por olvidarme - 3:35
11. Ando la senda - 4:15
12. Lo que diga mi tiempo - 1:32
13. Aicha - 4:40

## Posicionamiento

### Semanales
| País/Continente | Ranking         | Primera semana | Posición de ingreso | Mejor posición | Semanas en la mejor posición | Semanas en el ranking | Última semana |
| --------------- | --------------- | -------------- | ------------------- | -------------- | ---------------------------- | --------------------- | ------------- |
| Europa          |                 |                |                     |                |                              |                       |               |
| España          | Top 100 álbumes | 13/10/13       | 3                   | 3              | 1                            | 59                    | 22/03/15      |

- Datos: Q39082025